# فنسنت تونغ
فنسنت تونغ (Vincent Tong) هو ممثل كندي ولد في 2 مايو 1980 في فانكوفر.

## أدواره في التلفزيون الأمريكي
- السهم - كاتسو تشينغ

## أدواره في الأنمي

### مسلسلات أنمي تلفزيونية
- ديث نوت - توتا ماتسودا
- نانا (توضيح) - كينوشيتا
- غينتاما゜ - أوكيتا سوغو

## أدواره في الرسوم المتحركة
- مقالب ظريفة - هنري تشان
- ليغو نينجاغو: أبطال السبينجيتسو - كاي
- لوليروك - مفيستو
- ماي ليتل بوني: إكويستريا غيرلس - فلاش سنتري
- راتشيت أند كلانك

## أدواره في الدبلجة الإنجليزية
- ديث نوت - توتا ماتسودا
- ديث نوت: ذا لاست نيم - توتا ماتسودا

## وصلات خارجية
- فنسنت تونغ على موقع IMDb (الإنجليزية)
- فنسنت تونغ على موقع ميوزك برينز (الإنجليزية)
- فنسنت تونغ على موقع قاعدة بيانات الفيلم (الإنجليزية)
- فنسنت تونغ على موقع ANN person (الإنجليزية)